# Bruno Gabriel Soares
Bruno Gabriel Soares (* 21. August 1988 in Belo Horizonte) ist ein brasilianischer Fußballspieler.

## Karriere
Soares wechselte 2009 zum MSV Duisburg in die 2. Bundesliga, nachdem er zuvor bei Associação Portuguesa de Desportos gespielt hatte. Er gab am 27. Oktober 2009 im DFB-Pokal-Achtelfinalspiel gegen den FC Augsburg sein Profidebüt, als er in der 60. Spielminute für Olivier Veigneau eingewechselt wurde. Sein Ligadebüt gab er fünf Tage später in der Partie gegen die TuS Koblenz, in der er den verletzten Kapitän Björn Schlicke in der Startelf vertrat. In diesem Spiel gelang ihm auch sein erstes Tor als Profi: In der 34. Minute traf er per Kopfball. In seinem vierten Ligaspiel gegen den FC Augsburg sah er in der 85. Minute Gelb-Rot, es war sein erster Platzverweis im Profifußball.
Am 5. Januar 2010 zog sich Soares im Trainingslager an der türkischen Riviera in einem Testspiel gegen den 1. FC Nürnberg einen Mittelfußbruch zu; er wurde drei Tage später im Moerser Bethanien-Krankenhaus operiert. Nach dreimonatiger Verletzungspause kehrte er Ende März ins Training zurück, musste sich kurz darauf aber einer erneuten Operation unterziehen und fiel dadurch für den Rest der Saison aus.
Nach drei Jahren in Duisburg wechselte der Abwehrspieler im Sommer 2012 ablösefrei zum Bundesliga-Aufsteiger und Lokalrivalen Fortuna Düsseldorf, bei dem er einen Vertrag bis zum 30. Juni 2015 unterzeichnete.
Da sein Vertrag in Düsseldorf nicht verlängert wurde, unterzeichnete er am 23. Juni 2015 einen Dreijahresvertrag beim kasachischen Club FK Qairat Almaty. Im März 2017 wechselte er nach Norwegen zum FK Haugesund. Für Haugesund kam er jedoch nicht zum Einsatz und so schloss er sich bereits im Juli 2017 dem israelischen Zweitligisten Hapoel Tel Aviv an. Nach 13 Einsätzen für Hapoel in der Liga Leumit wechselte er im Dezember 2017 nach Malaysia zum Johor Darul Ta’zim FC. In zwei Saisonen kam er jedoch zu keinem einzigen Ligaeinsatz für den Verein.
Im Januar 2020 wechselte er zum österreichischen Bundesligisten WSG Tirol. In eineinhalb Jahren bei der WSG kam er zu 20 Einsätzen in der Bundesliga. Nach der Saison 2020/21 verließ er die Tiroler. Daraufhin kehrte er nach sechs Jahren wieder nach Deutschland zurück und wechselte zum Drittligisten 1. FC Saarbrücken. Nach etwas über einer Woche in Saarbrücken wurde der Vertrag von Soares wieder aufgelöst, da es Probleme bezüglich seines Aufenthaltsstatus als Brasilianer gab.
Anschließend war der Innenverteidiger fast zehn Monate vereinslos, ehe ihn im Mai 2022 der isländische Zweitligist HK Kópavogur verpflichtete. Ende Januar 2023 wechselte er zurück nach Deutschland und er schloss sich dem Drittligisten SV Meppen an. Zu Beginn der Saison 2024/25 wechselte er zu Rot-Weiss Ahlen in die Oberliga Westfalen.

## Erfolge
FK Qairat Almaty
- Kasachischer Pokalsieger: 2015
- Kasachischer Superpokalsieger: 2016

Johor Darul Ta’zim FC
- Malaysischer Meister: 2018